# Uładzimir Kużanau
Uładzimir Iwanawicz Kużanau (biał. Уладзімір Іванавіч Кужанаў, ros. Владимир Иванович Кужанов, Władimir Iwanowicz Kużanow; ur. 27 czerwca 1952 we wsi Krasnoje Znamia w rejonie budzkim) – białoruski funkcjonariusz służb bezpieczeństwa i polityk, w latach 2004–2012 deputowany do Izby Reprezentantów Zgromadzenia Narodowego Republiki Białorusi III i IV kadencji.

## Życiorys
Urodził się 27 czerwca 1952 roku we wsi Krasnoje Znamia, w rejonie budzkim obwodu homelskiego Białoruskiej SRR, ZSRR. Ukończył Białoruski Instytut Inżynierów Transportu Kolejowego, uzyskując wykształcenie inżyniera mechanika, Mińską Wyższą Szkołę Partyjną, uzyskując wykształcenie wykładowcy nauk społecznych, a także Instytut Bezpieczeństwa Narodowego. Posiada wojskowy stopień pułkownika. Pracę rozpoczął jako ślusarz w Mińskiej Bazie Lokomotyw. Odbył służbę wojskową w szeregach Armii Radzieckiej. Następnie pracował w Komitecie Bezpieczeństwa Państwowego Republiki Białorusi (KDB) i Służbie Bezpieczeństwa Prezydenta Republiki Białorusi.
W 2004 roku został deputowanym do Izby Reprezentantów Zgromadzenia Narodowego Republiki Białorusi III kadencji z Buda-Koszelewskiego Okręgu Wyborczego Nr 40. Pełnił w niej funkcję członka Stałej Komisji ds. Katastrofy Czarnobylskiej, Ekologii i Eksploatacji Przyrody. 27 października 2008 roku został deputowanym do Izby Reprezentantów IV kadencji z Buda-Koszelewskiego Okręgu Wyborczego Nr 38. Pełnił w niej funkcję zastępcy przewodniczącego Stałej Komisji ds. Zagranicznych i Kontaktów z WNP. Od 13 listopada 2008 roku był członkiem Narodowej Grupy Republiki Białorusi w Unii Międzyparlamentarnej.

## Odznaczenia
- Gramota Pochwalna Zgromadzenia Narodowego Republiki Białorusi[1].

## Życie prywatne
Uładzimir Kużanau jest żonaty, ma dwie córki.